# Ouvroir de peinture potentielle
L'Ouvroir de peinture potentielle (Oupeinpo) est un mouvement artistique créé en 1980 au sein de l'Ou-X-Po afin d'inventer des formes, des contraintes mathématiques, logiques ou ludiques capables de soutenir le travail des peintres et plus généralement des artistes visuels.

## Membres
- Achyap[1]
- Tristan Bastit[1]
- Jacques Carelman[1],[2]
- Jean Dewasne[1]
- Thieri Foulc[1]
- Helen Frank[1]
- Aline Gagnaire[1]
- François Le Lionnais[1]
- Olivier O. Olivier[1]
- Guillaume Pô[1]
- Brian Reffin Smith[1]
- Eric Rutten[1]
- André Stas
- Jack Vanarsky[1]
- George Orrimbe[1]
- Philippe Mouchès[1]

## Chronologie
- Une première tentative de création a lieu vers 1964-1966[1]
- l'Oupeinpo est (re)créé le 12 décembre 1980[1] – Réunion « constituante » chez François Le Lionnais, avec Carelman et Thieri Foulc.
- 6 janvier 1981 – Réunion « législative » chez François le Lionnais, avec les mêmes.
- 14 janvier 1981 – Première réunion ordinaire chez François le Lionnais, avec les mêmes, plus Aline Gagnaire et Jean Dewasne.
- 14 février 1981 – Début des réunions ordinaires mensuelles, à l’atelier de Carelman. Suzanne Allen y assiste à titre de témoin critique, les demoiselles Cassette à titre de témoins objectifs.
- 13 mars 1984 - Mort de François Le Lionnais.
- 14 juin 1985 – Présentation privée des premiers travaux de l’Oupeinpo à l’atelier de Carelman.
- Juin 1985 – Première publication oupeinpienne : Le Morpholo, de Thieri Foulc, aux dépens du Cymbalum Pataphysicum.
- 21 décembre 1985 – Tristan Bastit entre à l’Oupeinpo.
- Mai 1989 – Exposition à la galerie de l’Université du Québec à Montréal (UQAM), lors de manifestations consacrées à la 'Pataphysique.
- 20 janvier 1990 – Jack Vanarsky entre à l’Oupeinpo.
- 20 février – 3 mars 1990 – Exposition au centre culturel Les Chiroux, à Liège (Belgique).
- Avril 1991 – Publication du premier recueil des travaux oupeinpiens, Prenez garde à la peinture potentielle !, qui constituera, le 15 septembre de la même année, le n° 21 des Monitoires du Cymbalum Pataphysicum.
- Mai 1991 – Exposition au Chiostro di San Marco, à Florence (Italie), lors du colloque Attenzione al potenziale !
- 12 juin 1991 – Présentation des travaux de l’Oupeinpo au Centre national d'art et de culture Georges-Pompidou, à Paris, dans le cadre de la Revue parlée. Exposition jusqu’au 1er juillet.
- 8 octobre 1991 – Présentation du Tableau des Cent Fleurs à la Marraine du Sel, Paris.
- Octobre 1992 – Présentation des travaux de l’Oupeinpo à Thionville (France), lors du colloque Raymond Queneau. Exposition au centre culturel de la ville.
- Octobre 1993 – Premier volume de la Bibliothèque oupeinpienne, Les Forces plastiques, de Jean Dewasne (Au Crayon qui tue, éditeur).
- 8 décembre 1993– Jean Dewasne, dans son discours de réception à l’Académie des beaux-arts, sous la coupole du quai Conti, évoque l’Oupeinpo et son programme pour trois siècles.
- Mai 1996 – Exposition à Sophia Antipolis.
- 11 février 1997 - Mort d'Aline Gagnaire.
- Mars 1997 – Exposition à l’université de Poitiers. Publication du recueil Nouveaux aperçus sur la potentialité restreinte (Publications de la Licorne).
- 12 octobre 1997 – Présentation des travaux récents de l’Oupeinpo à cent cinquante hôtes, « tous de marque », dans l’atelier de Cristina Martinez. C’est l’occasion d’un compte rendu qui marque le début de la publication d’un bulletin mensuel, Les Séances de l’Oupeinpo.
- Octobre 1998 – Publication de l’Oulipo Compendium (Atlas Press), présenté à New York, avant de l’être à Londres en mars 1999. Cette importante encyclopédie consacrée à l’Oulipo comporte une section sur l’Oupeinpo.
- 10 mai 1999 – Intervention collective, en compagnie de l’Oulipo et des autres Ou-X-po, sous le tipi du Centre Georges-Pompidou : il s’agit de traiter « potentiellement » le Règlement de la Bibliothèque Publique d’Information.
- 23 juillet 1999 - Mort de Jean Dewasne
- 10 septembre 1999 – Entrée d’Olivier O. Olivier et de Brian Reffin Smith à l’Oupeinpo.
- 12-15 octobre 2000 – Exposition à Capri dans le cadre du colloque La regola è questa et du Premio Capri dell’Enigma. Mise en lecture de L’Hôtel de Sens, de Jacques Roubaud et Paul Fournel, avec 28 « tableaux » réalisés par l’Oupeinpo. Déchirement et Digraphage publics. Allocution sur La Contrainte contre, par Thieri Foulc.
- 20 octobre – 9 novembre 2000 – Reprise de l’exposition de Capri à l’Artoteca Alliance, Bari (Italie).
- 23 mars 2002 - Entrée de Guillaume Pô à l'Oupeinpo.
- novembre-décembre 2002 – Publication de L’Hôtel de Sens, de Jacques Roubaud et Paul Fournel, avec 41 tableaux par l’Oupeinpo (Au crayon qui tue, éditeur). Présentation de l’ouvrage et exposition à la librairie Mouvements ; mise en lecture par l’Outrapo le 12 décembre à Jussieu lors d’un Jeudi de l’Oulipo.
- mai 2003 – Séminaire du Collège de ’Pataphysique au CAMAC (Centre d’Art Marnay Art Center), à Marnay-sur-Seine (Aube), à l’invitation de Frank Ténot et sa Fondation. Présentation de travaux oupeinpiens. Prestation d’art zombi, par Brian Reffin Smith. Pictée, par Carelman.
- 3 mars 2005 – Présentation de l’ouvrage Du potentiel dans l’art dans le cadre des jeudis de l’Oulipo.
- Mars 2005 – Exposition rétrospective à la Librairie Nicaise à Paris.
- 2007 - Entrée de George Orrimbe à l'Oupeinpo
- 15 février 2009 - Mort de Jack Vanarsky
- Septembre 2009 - Entrée de Philippe Mouchès à l'Oupeinpo
- 8 février 2010 -Présentation de l'ouvrage:  De but en blanc, par Marcel Bénabou, et G. Orrimbe, Centre Français de la couleur, Paris.
- 24 novembre 2010 - Conférence : L’OuPeinPo, par Ph. Mouchès, G.Orrimbe et Olivier O Olivier   (avec Pictée par Olivier O. Olivier) Les Champs Libres, Rennes.
- 10 avril 2011 - Mort d'Olivier O. Olivier
- Du 14 mai au 18 juin 2011 - Exposition Oupeinpo (Pictée par J. Carelman) Galerie LA BOX de Bourges
- Du 1er septembre au 9 octobre 2011 - Travaux de l'Oupeinpo exposés dans le cadre de « L'Oulipo a 50 ans » au Karpeles Manuscript Library Museum de Buffalo (USA)
- Mars 2012 - Mort de Jacques Carelman (date réelle inconnue, officiellement le 28 mars)
- 2012 - Réalisation in vivo du double portrait onomométrique d'Abdelkader Zaaf par Thieri Foulc dans le film de Natacha Giler sur l'Oulipo, extrait projeté à la Halle Saint-Pierre, Paris, le 18 novembre
- 2013 - Entrée de Achyap, Eric Rutten et André Stas à l'Oupeinpo
- du 29 avril au 17 mai 2014 - Exposition PORTRAITS D'OULIPIENS à la médiathèque de Lagny-sur-Marne, dans le cadre de la résidence d’Olivier Salon en Marne-et-Gondoire, travaux de Achyap, Thieri Foulc, Philippe Mouchès, George Orrimbe, Éric Rutten, Brian Reffin Smith, André Stas, Jack Vanarsky (Pictée par E.Rutten et Pushy-poulies par B.R.Smith)
- 23 janvier / 5 avril 2014 - Peintures de mots, de Thieri Foulc, à la Vieille Charité (cipM), Marseille. L'exposition montre 27 cadres à fond noir; les peintures, potentielles, sont à entendre dans un casque audio-guide.
- 28 mai 2014 - Conférence d'Anne-Maya Guérin sur l'Oupeinpo au muée Matisse du Cateau-Cambrésis, à l'occasion de la grande exposition Dewasne. Avec la participation de Thieri Foulc
- Du 18 novembre 2014 au 15 février 2015 - Présentation de nombreux travaux de l'Oupeinpo dans le cadre de l'exposition « Oulipo, la littérature en jeu(x) » à la bibliothèque de l'Arsenal. Catalogue : Ouvroir de littérature potentielle, direction Camille Bloomfield et Claire Lesage, édition BNF et Gallimard, 2015

### Publications
- Thieri Foulc
  - Le Morpholo (Cymbalum Pataphysicum. 1985)
  - Prenez garde à la peinture potentielle (Cymbalum Pataphysicum. 1991)
  - Nouveaux aperçus sur la potentialité restreinte (Poitiers, La Licorne. 1997)
- Bibliothèque Oupeinpienne (Au Crayon qui tue) n° 1 à 12
  - 1. Les Forces plastiques, par Jean Dewasne
  - 2. Projet de redressement du cours de la Seine à sa traversée de Paris, par Jack Vanarsky
  - 3. “Je suis le point de fuite”. La bataille de San Romano vue par un des lapins, par Jean Dewasne
  - 4. Les Évanouissements de L.V. Gogh, par Tristan Bastit
  - 5. Tableaux noirs, par Thieri Foulc
  - 6. La Peinture au quart de tour, par Jacques Carelman
  - 7. La Bête en moi, par Jack Vanarsky
  - 8. La Vie de saint Z, par Thieri Foulc
  - 9. Lits, par Thieri Foulc
  - 10. L’Hôtel de Sens, de Paul Fournel et Jacques Roubaud, avec 41 “tableaux” par l’Ouvroir de peinture potentielle, Oupeinpo
  - 11. Images de souffrance, par Thieri Foulc
  - 12. Décors antipersonnages, par Thieri Foulc
  - 13. Plongeoirs, par Thieri Foulc
  - 14. Portraits vocalo-coloristes, par George Orrimbe
  - 15. Atlas potentiel, par Thieri Foulc
  - 16. De but en blanc, un monologue en polychromie véritable, par Marcel Bénabou avec sept méthodes de phraséochromie par l'Ouvroir de peinture potentielle
  - 17. Contrepicteries, par Philippe Mouchès
- Tristan Bastit, Toto à la Rhétorique, Éditions du Sel & Couëdic réunis, Paris, 2001
- Oupeinpo, Du potentiel dans l'art , Éditions du Seuil, 2005
- Paul Fournel, Formes cyclistes, avec quatre dopages visuels par Thieri Foulc, Au crayon qui tue, éditeur, 2012 Les « dopages » ou mises en forme sont des illustrations sous contrainte (oupeinpiennes). Les exemplaires de tête en proposent une cinquième.